# BC Zenit São Petersburgo
O BC Zenit São Petersburgo (em russo:  БК Зенит Санкт Петербург), é uma agremiação profissional de basquetebol situada na cidade de São Petersburgo, Rússia que disputa atualmente a VTB United League e a EuroCup.